# پترووو (استان بلاگووگراد)
پترووو (به بلغاری: Petrovo) یک منطقهٔ مسکونی در بلغارستان است که در ساندانسکی واقع شده‌است.